# Двое бродяг
«Двое бродяг» (порт. Odete, англ. Two Drifters) — фильм португальского режиссёра и сценариста Жуана Педро Родригеша. Картина впервые демонстрировалась на пятьдесят восьмом Международном каннском кинофестивале в мае 2005 года и получила на нём Особую награду в рамках программы Двухнедельник режиссёров.

## Сюжет
Два парня-любовника Руи и Педро только что отпраздновали первую годовщину совместной жизни.  По трагическому стечению обстоятельств Педро погибает в автомобильной аварии. Одета, соседка Педро, рассталась со своим бойфрендом после того как узнала, что он не хочет иметь детей. На похоронах она крадет кольцо с пальца Педро, которое тот получил от Руи. Несмотря на то, что Педро мёртв, девушка влюбляется в него. Руи тоже очень скучает по Педро, который является ему в виде призрака. Он пытается покончить жизнь самоубийством.

## В ролях
| Актёр                    | Роль   |
| ------------------------ | ------ |
| Ана Кристина Де Оливейра | Одета  |
| Нуно Джил                | Мартин |
| Жуан Каррейра            | Педро  |

## Отзывы критиков
На сайте Rotten Tomatoes у фильма 43-процентный «гнилой» рейтинг (подсчитан на основе отзывов 14 рецензентов) со средним баллом 5.0 из 10 возможных.